# Świedarg
Świedarg – staropolskie imię męskie, złożone z członu Wsze- ("wszystek, każdy, zawsze") w wersji nagłosowej Świe-, a także członu -darg, który stanowi małopolskią odmianę -drog – "drogi". Imię to mogło zatem oznaczać "drogi wszystkim".
Świedarg imieniny obchodzi 28 stycznia i 8 grudnia.